# Mendeleevita-(Ce)
La mendeleevita-(Ce) és un mineral de la classe dels silicats, descrit el 2011 en una mostra obtinguda en una serralada de Tadjikistan, a la glacera Darai-Pioz, per Elena Sokolova i col·laboradors. El seu nom honra al químic rus Dmitri Mendeléiev, autor de la taula periòdica.

## Característiques
La mendeleevita-(Ce) és un mineral rar, de fórmula Cs₆(Ce22Ca₆)(Si70O175)(OH,F)14(H₂O)21, pertany a la classe dels silicats i en la seva composició en destaca la presencia de cations de ceri i de cesi. És transparent, amb índex de refracció 1,578, sense coloració o amb color clar de te, ratlla blanca i llustre vitri. La seva duresa es troba entre 5,0 i 5,5. Els seus cristalls són cúbics. És semblant a la mendeleevita-(Nd).